# Ribeira de Piquín
Ribeira de Piquín är en kommun i Spanien. Den ligger i provinsen Lugo i den autonoma regionen Galicien i den nordvästra delen av landet, 400 km nordväst om huvudstaden Madrid. Antalet invånare är 492 (2024). Arean är 72,99 kvadratkilometer.